# Andrzejówka (województwo małopolskie)

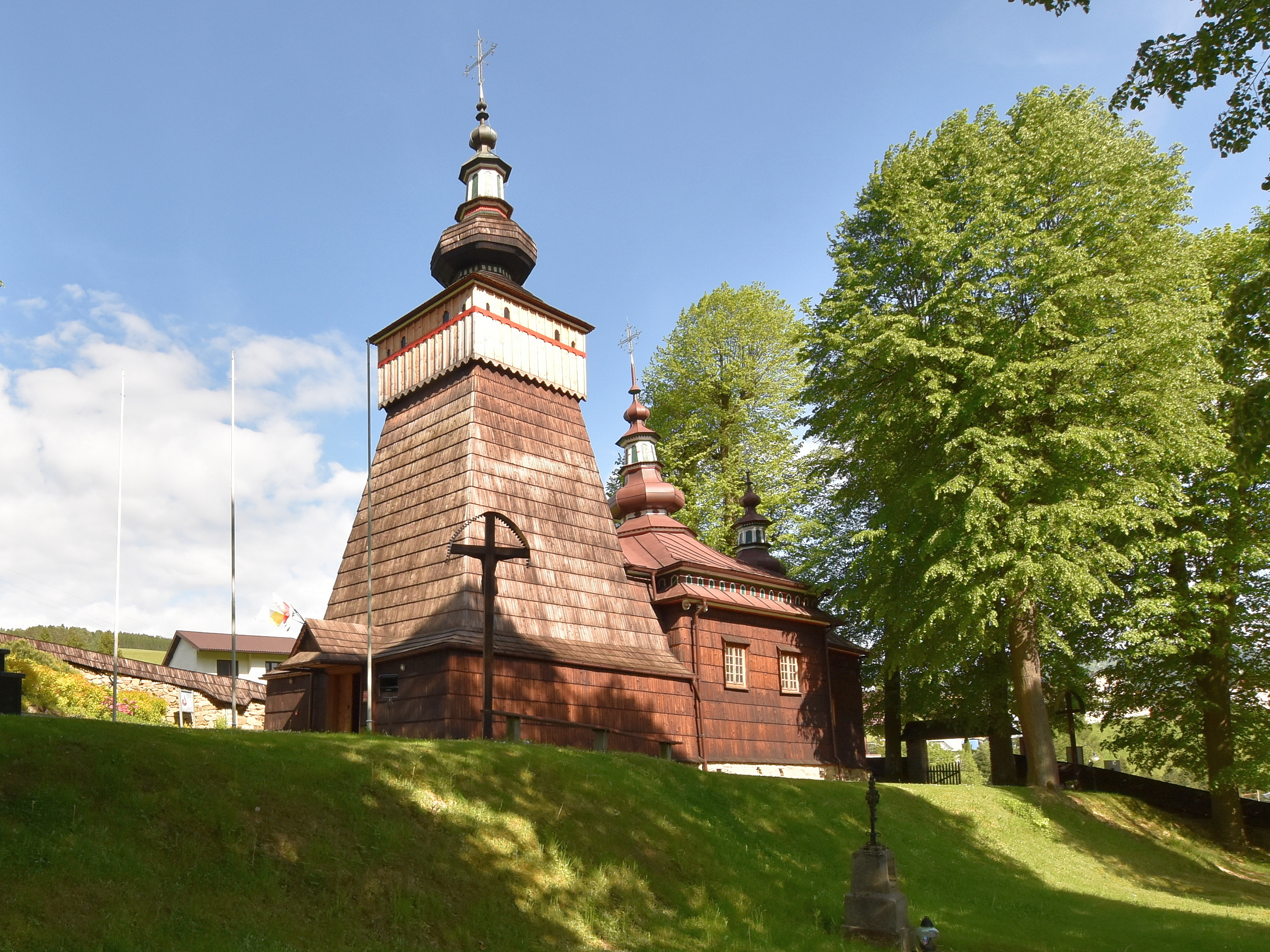
Dawna cerkiew

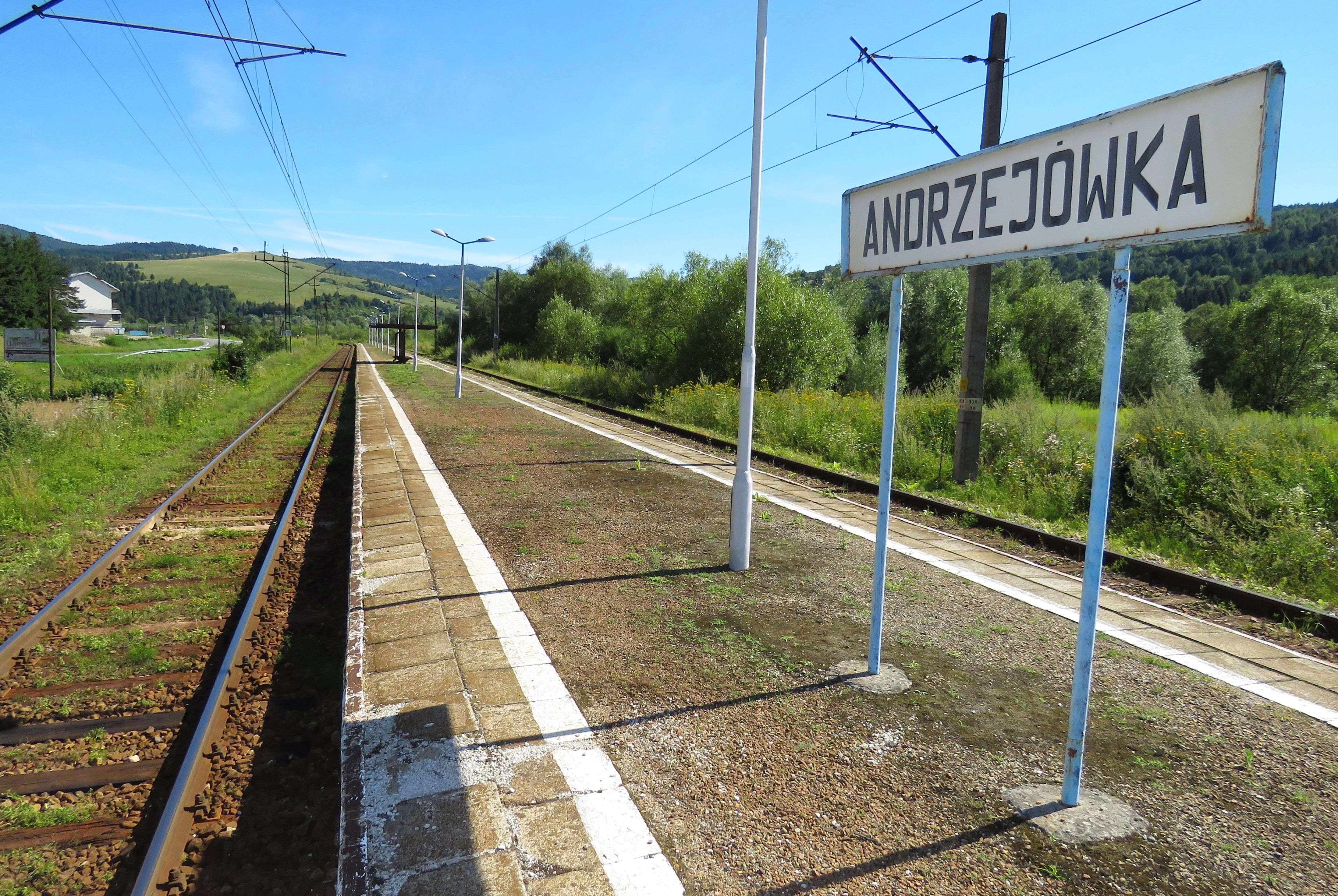
Stacja kolejowa

Andrzejówka (dawniej Jędrzejówka, ) Ukr. Андріївка– wieś w Polsce położona w województwie małopolskim, w powiecie nowosądeckim, w gminie Muszyna.

## Położenie
Miejscowość znajduje się w Paśmie Jaworzyny w Beskidzie Sądeckim i stanowi najbardziej na południe wysunięta jego część. Położona jest w Dolinie Popradu nad tą rzeką i w dolinie niewielkiego potoku będącego jego dopływem (o tej samej nazwie co miejscowość). Z trzech stron otoczona jest wzniesieniami Beskidu Sądeckiego: Stawiska (759 m), Skała (769 m), Prehyba (673 m), Piotrusina (645 m) i Zapała (639 m).
Wieś jest podzielona na trzy przysiółki: Ługi, Międzymostki i Ośrodek.
Leży przy drodze wojewódzkiej 971 i przy linii kolejowej 96. Najbliższe miasta to Muszyna (7 km) i Piwniczna-Zdrój (21 km). Do centrum wsi można się dostać tylko jedną drogą.

## Historia
Miejscowość ma metrykę średniowieczną i istnieje co najmniej od XIV wieku. Odnotowana po raz pierwszy w 1352 roku w dokumencie zapisanym w języku łacińskim jako Andrzejówka, Ondrzejowa, Andrzeiowka.
Wieś lokowana na surowym korzeniu przez króla Kazimierza III Wielkiego w 1352 roku. Już od XIV wieku istniała tu parafia rzymskokatolicka. Początkowo była własnością królewską, a od 1391 roku wchodziła w uposażenie biskupstwa krakowskiego. W 1391 roku król polski Władysław Jagiełło nadał biskupowi krakowskiemu Janowi zamek i miasto Muszynę wraz z okolicznymi wsiami w tym Andrzejówką. Miejscowość została wymieniona w historycznych dokumentach własnościowych i podatkowych. W 1529 roku klucz muszyński należał do biskupa krakowskiego, który pobierał we wsi 40 groszy czynszu od kmieci oraz obiedne.
W XVI wieku nastąpił napływ osadników wołoskich wyznania prawosławnego, w późniejszym czasie greckokatolickiego, którzy zbudowali tu pierwszą cerkiew.
W latach 1975–1998 miejscowość administracyjnie należała do województwa nowosądeckiego.

### Budynki użyteczności publicznej
- Szkoła podstawowa od przedszkola do 3 klasy (nauka dzieci i młodzieży kontynuowana jest w zespole Szkolno-Przedszkolnym w Złockim);
- peron kolejowy;
- świetlica wiejska przy wjeździe dla centrum wsi.

## Demografia
W 1921 r. spośród 403 mieszkańców 27 było wyznania rzymskokatolickiego, 372 greckokatolickiego i 4 mojżeszowego. Narodowość polską zadeklarowały 32 osoby, pozostałe 371 rusińską.
Ludność według spisów powszechnych, w 2009 według PESEL.
| Rok    | 1900 | 1921 | 1931 | 2002 |
| Liczba | 74   | 73   | 88   | 96   |

| Zwierzęta | Konie | Bydło | Owce | Świnie |
| Liczba    | 19    | 219   | 57   | 31     |

## Zabytki
Obiekt wpisany do rejestru zabytków nieruchomych województwa małopolskiego.
- Cerkiew, obecnie kościół pw. Uśpienia Bogarodzicy.

Zabytkowa dawna cerkiew greckokatolicka z 1864 roku, obecnie kościół filialny. W otoczeniu znajdują się stuletnie lipy (pomniki przyrody).

### Inne zabytki
- Zabytkowe połemkowskie drewniane spichlerze z przełomu XVIII i XIX wieku.

## Atrakcje
Andrzejówka posiada źródła mineralne. Należą one do szczaw, w skład których wchodzą kwaśne węglany wapnia, magnezu, potasu i sole żelaza.
W miejscowości znajduje się tunel kolejowy. W 2019 roku oddano do użytku ścieżką rowerową w ramach projektu Eurovelo, w budowie znajduje się kładka nad rzeką Poprad w przysiółku Ługi.

## Baza noclegowa
We wsi, w przysiółku Ługi, znajduje się ośrodek wypoczynkowo-szkoleniowy, położony bardzo blisko rzeki Poprad.